# Perrhybris boyi
Perrhybris boyi is een vlinder uit de familie van de witjes (Pieridae). De wetenschappelijke naam van de soort is voor het eerst geldig gepubliceerd in 1949 door Zikán.